# Lilli Engel

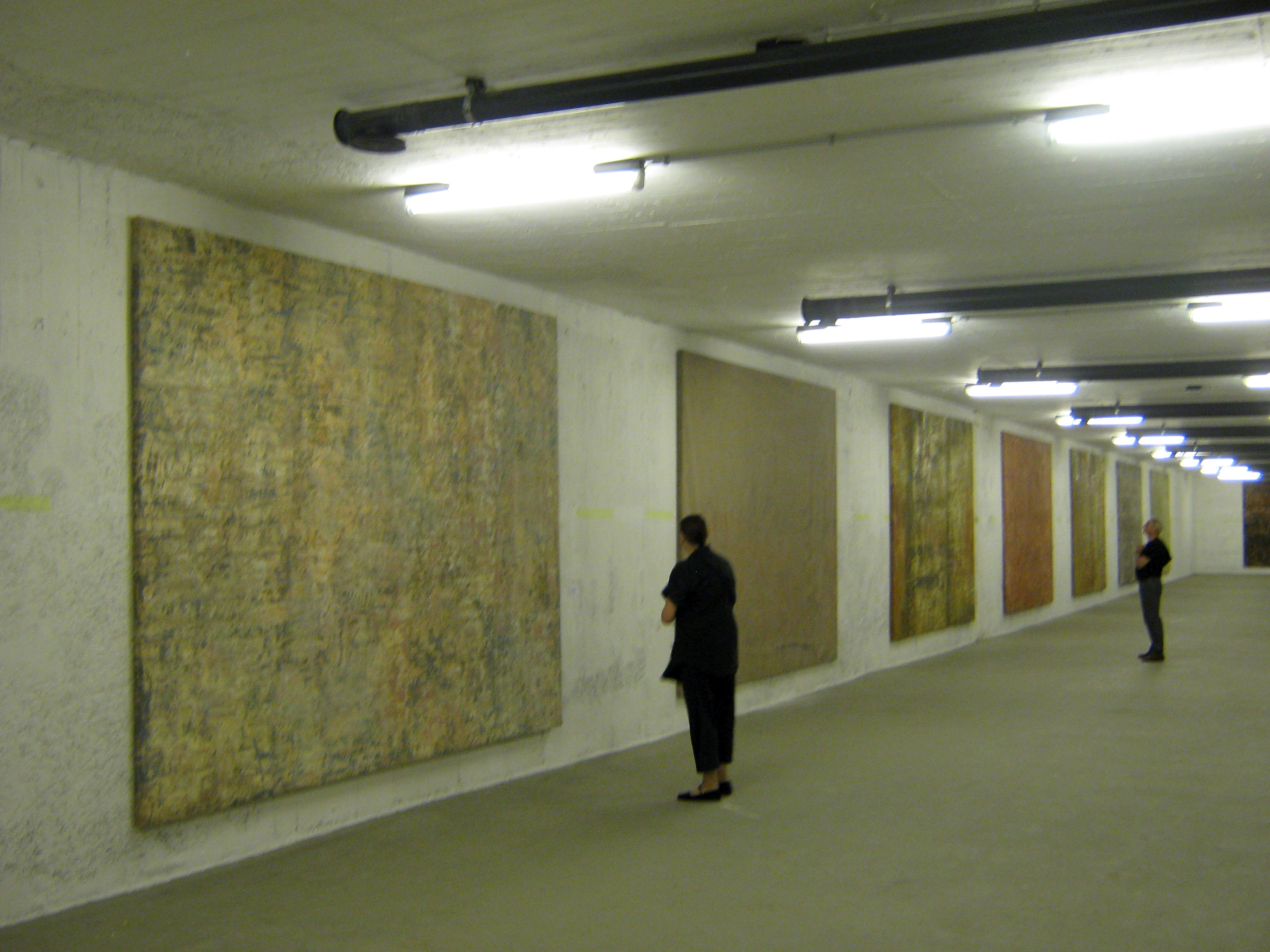
Ausstellung im Hochbunker Berlin, 2009. 70 Jahre Kriegsanfang. Maikäfer flieg.

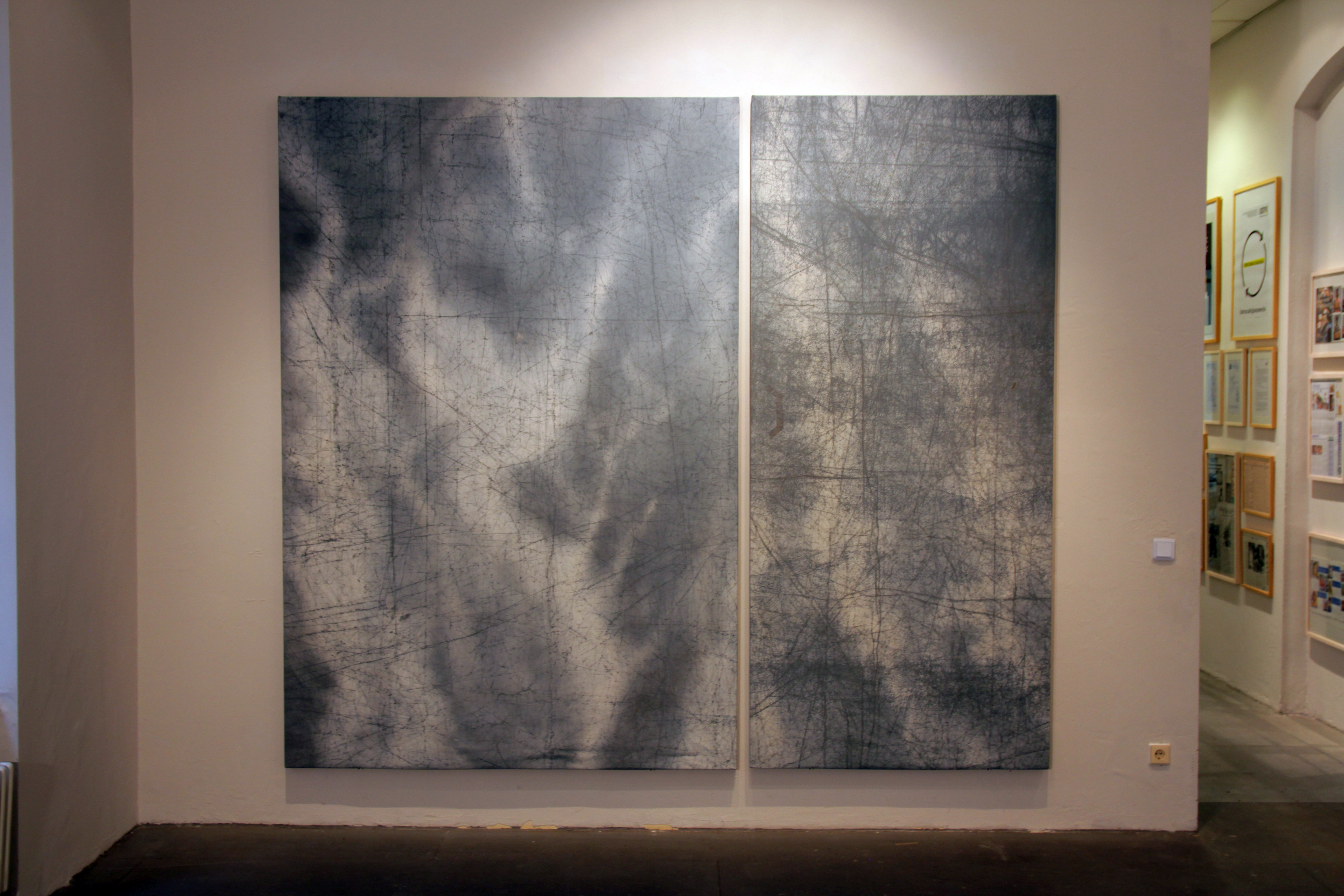
„Foundpainting“ in der Ausstellung in der Galerie Listros, 2009.

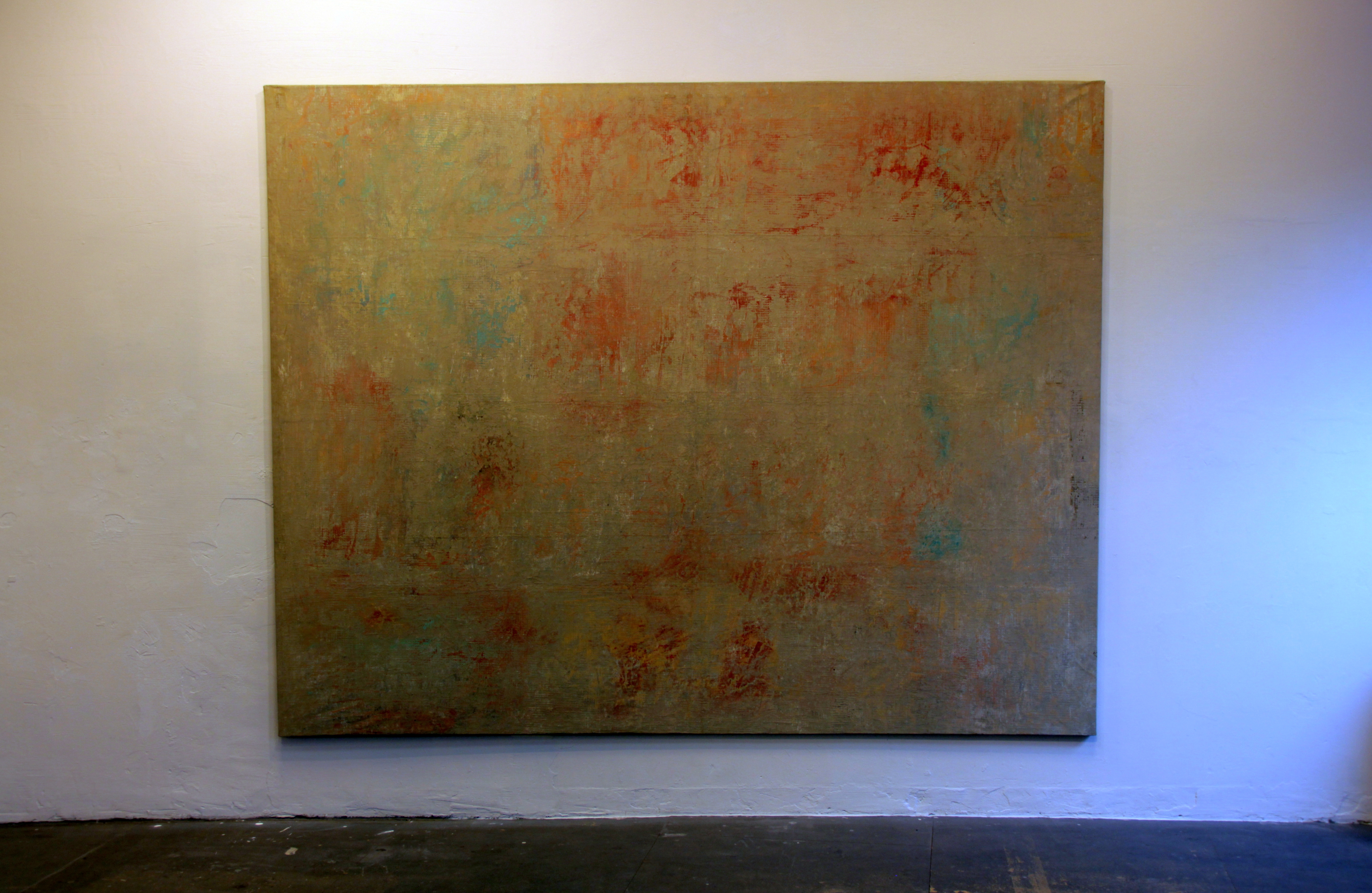
Königin von Saba. Ausstellung: Annäherung an ein fremdes Land.

Lilli Engel (* 18. Juli 1939 in Solingen; † 4. Februar 2018 in Zell) war eine deutsche Malerin und Installationskünstlerin.

## Leben und berufliche Entwicklung
Lilli Engel studierte an der Hochschule der Künste Berlin (heute Universität der Künste Berlin) und der Académie des Beaux-Arts in Alexandria in Ägypten. 1963 heiratete sie den Bildhauer Gerd Engel. Sie hatten einen Sohn und eine Tochter, die Videokünstlerin Jakobine Engel. Seit 1989 arbeitete sie vornehmlich mit dem Objektkünstler Raffael Rheinsberg zusammen.

## Werk
Lilli Engels Arbeit ist geprägt von den Kriegs-Eindrücken ihrer Kindheit, Zerstörung und Aufbau, Zerstörung und Wiederaufbau. Ihre großformatigen Bilder zeigen ihre erlebte Geschichte, Geschichte, die bis heute Gegenwart ist. Ihre raum- und situationsbezogenen Ausstellungen, beispielsweise „Pintar me un Arbol“, Carillo Gil, Mexiko, D.F., „Rote Wasser für eine Schlacht“, Nationalmuseum, Sao Paulo, Brasilien, im Taksim Sanat Galerisi in Istanbul oder im Panoramamuseum in Wolgograd, sind Zeichen ihrer künstlerischen Auseinandersetzung mit dem „Werden und Vergehen“ des menschlichen Lebens.

## Ausstellungen (Auswahl)
- 2014: Heitodelkibergo, Forum für Kunst, Heidelberg[3]
- 2013: Schöne Neue Welt, Bunker Mahnmal Kilian e. V., Kiel[4]
- 2012: Versuche über ein fernes Land, Galerie Listros, Berlin[5]
- 2011/12: Naturkunstzelle, Jüdisches Museum, Berlin[6]
- 2009: Maikäfer flieg …, Hochbunker, Pallastraße, Berlin[7][8][9][10][11]
- 2001: Ferne Nähe, Potsdam
- 1999: 1, 1/2, Forum Kunst, Rottweil
- 1995: concrete visions, Anarat Higutyun School, Istanbul
- 1995: Istanbul Municipality Taksim Art Gallery, Istanbul[12]
- 1994: Schattensprung, Ujazdowski Schloß, Warschau
- 1992: Wolgograd-Stalingrad, Panorama-Museum, Wolgograd
- 1992: Kreuzgang, Kunstverein Schwäbisch Hall Galerie am Markt e. V.[13]
- 1992: Versteigerung zugunsten der Berliner Aids-Hilfe, mit Martin Assig, Elvira Bach, Ulrich Baehr, Frank Badur, Gustavo, Falko Hamm, Matthias Koeppel,  Ingo Kühl, Henning Kürschner, Brigitte und Martin Matschinsky-Denninghoff, Kurt Mühlenhaupt, Raffael Rheinsberg, HA Schult, Klaus Vogelgesang, Trak Wendisch, Michael Wewerka u. a., Grand Hotel Esplanade, Berlin.
- 1991: Malerei Grafik Video Fotografie Skulptur, mit Roswitha Jacobi, Ingo Kühl, Matthias Leupold, Angela Zumpe u. a., Galerie Lebendiges Museum, Berlin.
- 1990: Ambiente Berlin, Biennale di Venezia, Venedig
- 1989: Zerstörte Bilder, Langemarckhalle im Olympiastadion, Berlin